# Batalha de Colenso
A batalha de Colenso foi a terceira e última batalha travada durante a Semana Negra da Segunda Guerra dos Bôeres. Ela foi travada entre as forças britânicas e as forças Boer da República independente Sul-Africana e do Estado Livre de Orange e em torno de Colenso, Natal, África do Sul, em 15 de dezembro de 1899.
Preparação inadequada reconhecimento e liderança sem inspiração levaram a uma derrota britânica.

## Contexto
Pouco antes do início da guerra, o general Sir Redvers Buller foi despachado para a África do Sul à frente de um corpo de exército, sendo nomeado comandante-chefe de todas as forças britânicas na África do Sul. Na chegada, ele encontrou guarnições britânicas sitiadas em frentes amplamente separadas, com comunicações interrompidas entre as frentes. Tendo destacado forças sob os generais Lord Methuen e Gatacre para as frentes ocidental e central, Buller assumiu o comando de seu maior destacamento e propôs levá-lo ao libertação de uma força britânica sitiada em Ladysmith, em Natal.
Neste front, os bôeres haviam conduzido alguns ataques e reconquistas na parte sul da província, mas em face de um grande exército britânico, eles se retiraram para o norte do rio Tugela em Colenso e se entrincheiraram ali, bloqueando a estrada e a linha ferroviária para Ladysmith. Buller originalmente pretendia fazer uma investida através de Tugela até Potgieters Drift 80 quilômetros (50 mi) acima de Colenso. Ao ser comunicado que Gatacre e Methuen haviam sido derrotados nas batalhas de Stormberg e Magersfontein, Buller sentiu que precisava substituir Ladysmith o mais rápido possível e retomar o comando geral das forças na África do Sul  e estava preocupado com a mudança para Potgieters poderia interromper as comunicações telegráficas com o resto da África do Sul. Ele também não tinha carroças nem animais de tração, e temia que uma derrota em Potgieters Drift deixaria suas forças isoladas e aprisionadas.  Ele decidiu fazer um ataque frontal em Colenso após dois dias de um bombardeio de artilharia, que começou em 13 de dezembro.